# アジシオ
『アジシオ』は、味の素株式会社が1960年（昭和35年）から販売している塩の商品名で、同社の登録商標（登録第0606693号他）である。

## 概要
岡山県沖の海（瀬戸内海）から汲み上げた海水のみを原料とし、同県内の工場で加工・製造、グルタミン酸ナトリウムでコーティングされた食用塩。おにぎりやゆで卵、フライドポテトなどの味付けなどに使用する。
グルタミン酸ナトリウムが入っていることから、販売当初から長らく「食塩」ではなく「調味塩」の名称となっていたが、2008年（平成20年）4月に食用塩公正競争規約が施行されてから「塩」の名称に変わっている。
岡山県玉野市にある日本家庭用塩株式会社（ナイカイ塩業グループ）で中身を製造、容器に充填する体制が採られている。

## 歴史
味の素社は、食塩にグルタミン酸をコーティングすることにより、吸湿固結の防止と呈味力の付加を達成する方法を開発し、1954年（昭和29年）にこれを特許出願した。1956年（昭和31年）にこの出願が認められ、特許庁から特許第228190号として登録された。味の素社は当時、この特許の工業化を考えていなかったが、戦後、食卓塩の需要が急増していることを考慮し、1958年（昭和33年）頃から工業化の検討を開始した。

販売にあたっては、当時塩が専売制であったため、
1. 日本専売公社からの了解を取り付けること
2. 既存の食塩販売業者調整

といった2つの課題を解決する必要があった。味の素社は、約2年半に及ぶ交渉の結果、
1. 日本専売公社から特殊用塩元売人指定を受けグルタミン酸ナトリウムコーティング塩の委託販売を行う
2. グルタミン酸ナトリウムコーティング塩の販売ルートについては、小売は塩小売人に限り、卸売は塩小売人と味の素社の特約店との両方とする

という形で課題を解決させ、「アジシオ」の販売に踏み切った。

「アジシオ」のグルタミン酸ナトリウムの配合率は、販売当初は10%だったが、その後は14.7%に引き上げている。

## ラインナップ
※2020年9月現在。
- 60gワンタッチ瓶
- 110gワンタッチ瓶
- 100g袋
- 300g袋（100g×3）
- 650g袋

※過去には、イノシン酸ナトリウムを0.3%配合した「デラックスアジシオ」や、黒コショウ入りの「アジシオペッパー」、ガーリック入りの「アジシオガーリック」という商品も存在した。またアジシオのパッケージカラーについて、発売当初は朱色であったが、現在販売されている物は「デラックスアジシオ」のパッケージカラーだった青色に統一されている。

## その他
朝鮮民主主義人民共和国の指導者、金正恩が使用していたことで一時期有名となった。